# Closterocerus rostandi
Closterocerus rostandi är en stekelart som beskrevs av Girault 1915. Closterocerus rostandi ingår i släktet Closterocerus och familjen finglanssteklar. Inga underarter finns listade i Catalogue of Life.